# Cytherea esfandiarii
Cytherea esfandiarii är en tvåvingeart som beskrevs av Lindiner 1975. Cytherea esfandiarii ingår i släktet Cytherea och familjen svävflugor.
Artens utbredningsområde är Iran. Inga underarter finns listade i Catalogue of Life.